# 皮斯戈查加山
8°31′01″S 77°43′55″W / 8.51694°S 77.73194°W
皮斯戈查加山（Pisgochaga），是秘魯的山峰，位於該國北部安卡什大區，由科龍戈省的庫斯卡區負責管轄，屬於布蘭卡山脈的一部分，海拔高度4,374米。